# Gibson (Goldfields-Esperance)
Gibson is een plaats in de regio Goldfields-Esperance in het zuidoosten van West-Australië. Het ligt 719 kilometer ten oostzuidoosten van Perth, 180 kilometer ten zuiden van Norseman en 26 kilometer ten noorden van Esperance. In 2021 telde het 406 inwoners. De luchthaven van Esperance is in Gibson gelegen.

## Geschiedenis
De oorspronkelijke bewoners van de streek waren de Njunga Nyungah Aborigines. Het waren de enige Nyungah die aan circumcisie deden. Afhankelijk van de bron worden ze bij de Wudjari Nyungah Aborigines gerekend.
Toen in 1910 beslist werd de spoorweg van Kalgoorlie naar Norseman verder door te trekken naar Esperance werd een wijkspoor en dorp aan de Gibson-waterbron voorzien. De waterbron werd in 1896 voor het eerst vermeld door A.W. Canning en 'Gibson Soak' genoemd, naar Billy Gibson die de waterbron ontdekte toen hij naar vee op zoek was. Het Gibson Soak Hotel werd er in 1896 gebouwd om de goudzoekers die op weg waren naar de oostelijke goudvelden te bevoorraden. De spoorweg werd pas aangelegd in de jaren 1920 - de sectie tussen Salmon Gums en Esperance opende in 1925 - en Gibson werd officieel gesticht in 1921.
In 1951 werd net ten noorden van Gibson het Esperance Downs Research Station gevestigd. Onderzoek uitgevoerd op het station, wees uit dat in de streek aan landbouw gedaan kon worden, als men de grond met bepaalde sporenelementen verrijkt, waardoor het district Shire of Esperance verder als een landbouwdistrict ontwikkelde.

## Transport
Gibson ligt langs de Coolgardie–Esperance Highway. De GE3 busdienst van Transwa tussen Kalgoorlie en Esperance houdt er driemaal per week halt.
De Esperance Branch Railway loopt langs Gibson maar er maken enkel goederentreinen van de spoorweg gebruik.
De luchthaven van Esperance is in Gibson gelegen: Esperance Airport (IATA: EPR, ICAO: YESP).